# Cikarawang
Cikarawang is een bestuurslaag in het regentschap Bogor van de provincie West-Java, Indonesië. Cikarawang telt 8391 inwoners (volkstelling 2010).